# کریس رد
کریس رد (انگلیسی: Chris Redd؛ زادهٔ ۲۵ مارس ۱۹۸۵) بازیگر و بازیگر تلویزیون اهل ایالات متحده آمریکا است. وی برندهٔ جوایزی همچون جوایز امی ساعات پربیننده شده‌است.
او در فیلم خیابان کندی کین و رفتار بی‌‌فایده و احمقانه بازی کرده‌است.